# Ландау, Джон (музыкальный продюсер)
Джон Ландау (англ. Jon Landau, род. 14 мая 1947 года, Нью-Йорк, США) — американский музыкальный критик, менеджер и продюсер. Известен многолетним сотрудничеством с Брюсом Спрингстином. Возглавляет комитет по выдвижению кандидатов в Зал славы рок-н-ролла, в 2020 году был удостоен премии имени Ахмета Эртегюна «За жизненные достижения» от этого учреждения.

## Биография
Ландау родился в Нью-Йорке, детство провёл в Бенсонхерсте (Бруклин), а затем в Куинсе, прежде чем его семья окончательно обосновалась в пригороде Бостона Лексингтоне, когда ему было 12 лет. Учился в Лексингтонской средней школе, а затем в университете Брандейса, который закончил с отличием получив степень по истории.
Приобщившись к набирающей обороты местной андеграундной культуре конца 1960-х годов, Ландау устроился работать в штат музыкального журнала Crawdaddy!. Будучи страстным поклонником прямолинейного рок-н-ролла, Ландау всячески отстаивал свой любимый жанр, публикуя язвительные рецензии на то, что он считал раздутой, претенциозной сценой Сан-Франциско.
В качестве критика Ландау сотрудничал с Rolling Stone (в котором публиковался с момента запуска журнала) и с рядом других изданий. В первом номере Rolling Stone, опубликованном 9 ноября 1967 года, он сравнил Джими Хендрикса и его дебютный альбом Are You Experienced с дебютной пластинкой Эрика Клэптона и Cream Fresh Cream (оба альбома были выпущены за несколько месяцев до этого, а сами музыканты, тем же летом, произвели фурор в Америке как концертные исполнители). В следующих нескольких номерах Ландау затронул более традиционные темы R&B и соула, посвятив статьи Арете Франклин и дуэту «Сэм и Дейв», а также написав посмертный панегирик Отису Реддингу.

### Брюс Спрингстин
Ландау сотрудничал с Брюсом Спрингстином в качестве продюсера на всех его альбомах начиная с Born to Run (1975) до Human Touch и Lucky Town (1992). Статья Ландау 1974 года в The Real Paper, в которой он утверждал: «Я видел будущее рок-н-ролла, и имя ему — Брюс Спрингстин!», по мнению Ника Хорнби, способствовала популярности Спрингстина. Считается, что Ландау оказал влияние на Спрингстина как в художественном, так и в профессиональном плане.
В январе 2024 года было объявлено о начале съёмок фильма «Избавь меня от небытия», посвящённого периоду создания пластинки Nebraska (1982). Режиссёром и сценаристом проекта выступит Скотт Купер, Ландау и Спрингстин принимают участие в качестве консультантов. Лента основана на бестселлере Уоррена Зейнса «2023». В главных ролях задействованы актеры Джереми Аллен Уайт (Спрингстин) и Джереми Стронг (Ландау).

### Другие артисты
Помимо Спрингстина, Ландау сотрудничал (в качестве продюсера или менеджера) с такими артистами, как MC5, Ливингстон Тейлор, Джексон Браун, Натали Мерчант, Алехандро Эсковедо, Train и Шанайа Твейн.
Ландау руководил оформлением обложек для сборников The Atlantic Ареты Франклин (2015), Soul Manifesto: 1964—1970 Отиса Реддинга (2015) и The Complete Atlantic Albums Collection Уилсона Пикетта (2017).

## Личная жизнь
Первой женой Ландау была Джанет Маслин, кинокритик (а впоследствии книжный обозреватель) газеты The New York Times. Второй — Барбара Дауни, бывший редактор журнала Rolling Stone. У них двое детей: Кейт, арт-менеджер, и Чарльз. Ландау и его жена владеют коллекцией произведений искусства, в которую входят работы Тициана, Тинторетто, Тьеполо, Донателло, Гиберти, Жерико, Делакруа и Коро, а также крупнейшей частной коллекцией Курбе. Сообщается, что, за исключением его семьи и работы, коллекция, включающая итальянскую живопись и скульптуру XIII—XVII веков и французскую живопись романтического реализма середины XIX века, представляет для Ландау наибольший интерес в жизни.
В 2011 году Ландау удалили опухоль головного мозга хирургическим путем. Операция привела к потере зрения на один глаз.